# Regionalwahlen in Italien 2025
Die Regionalwahlen in Italien 2025 finden in sechs Regionen (Venetien, Toskana, Marken, Kampanien, Apulien und Kalabrien) mit Normalstatut und in einer Region (Aostatal) mit Sonderstatut statt.
Im Aostatal findet die Wahl am 28. September statt, in den Marken am 28.–29. September, in Kalabrien am 5.–6. Oktober, in der Toskana am 12.–13. Oktober. In Venetien, in Kampanien und in Apulien findet sie im Herbst statt.

## Koalitionen
- Mitte-rechts: Fratelli d’Italia, Forza Italia, Lega per Salvini Premier und Kleinparteien.
- Mitte-links: Partito Democratico, Alleanza Verdi e Sinistra, Movimento 5 Stelle und Kleinparteien.

## Zusammenfassung der Ergebnisse
| Region               | Mitte-rechts        | Mitte-links      | Sonstige         | Präsident vor der Wahl             |                  |
| -------------------- | ------------------- | ---------------- | ---------------- | ---------------------------------- | ---------------- |
| Venetien → Ergebnis  | N/A                 | N/A              | N/A              | Luca Zaia (Mitte-rechts)           |                  |
| Toskana → Ergebnis   | Alessandro Tomasi   | Eugenio Giani    | N/A              | Eugenio Giani (Mitte-links)        |                  |
| Marken → Ergebnis    | Francesco Acquaroli | Matteo Ricci     | N/A              | Francesco Acquaroli (Mitte-rechts) |                  |
| Kampanien → Ergebnis | N/A                 | N/A              | N/A              | Vincenzo De Luca (Mitte-links)     |                  |
| Apulien → Ergebnis   | N/A                 | N/A              | N/A              | Michele Emiliano (Mitte-links)     |                  |
| Kalabrien → Ergebnis | Roberto Occhiuto    | N/A              | N/A              | Roberto Occhiuto (Mitte-rechts)    |                  |
|                      |                     |                  |                  |                                    |                  |
| Aostatal → Ergebnis  | keine Direktwahl    | keine Direktwahl | keine Direktwahl | keine Direktwahl                   | keine Direktwahl |